# 谷釜尋徳
谷釜 尋徳（たにかま ひろのり、1980年 - ）は、日本のスポーツ学者、東洋大学教授。

## 人物・来歴
日本体育大学名誉教授・谷釜了正（1948年生）の子として東京都に生まれる。2003年日本体育大学卒、08年同大学院博士課程修了、「近世後期における江戸庶民の旅に関する史的研究 江戸近郊地の庶民による旅との比較を中心として」で博士（体育科学）。2008年東洋大学法学部専任講師、2011年准教授、17年教授。

## 著書
- 『江戸のスポーツ歴史事典』柏書房, 2020.11
- 『歩く江戸の旅人たち スポーツ史から見た「お伊勢参り」』晃洋書房, 2020.3
- 『ボールと日本人 する、みる、つくる ボールゲーム大国ニッポン』晃洋書房, 2021.8
- 『スポーツの日本史 遊戯・芸能・武術』吉川弘文館, 2023.10 ISBN 	9784642059800

### 共編著
- 『バスケットボール競技史研究概論』小谷究編著, 谷釜了正 監修, 及川佑介共著. 流通経済大学出版会, 2018.12
- 『オリンピック・パラリンピックを哲学する オリンピアン育成の実際から社会的課題まで』編著. 晃洋書房, 2019.1
- 『籠球五輪 バスケットボール・オリンピック物語』清水義明監修, 小谷究共編著, 芦名悦生, 渡邊瑛人 著. 流通経済大学出版会, 2020.1
- 『そんなわけでスポーツはじめちゃいました!図鑑』粟生こずえ文, 監修, なかさこかずひこ! 構成・絵, 主婦の友社, 2021.8
- 『スポーツで大学生を育てる 東洋大学の指導者に学ぶコーチング・メソッド』編著. 晃洋書房, 2022.3